# La maschera della morte rossa (film 1971)
La maschera della morte rossa è un cortometraggio d'animazione del 1971 diretto da Manfredo Manfredi, Branko Ranitovic e Pavao Stalter, ispirato all'omonimo racconto di Edgar Allan Poe.

## Trama
Mentre la peste si diffonde inesorabile tra il popolo, dei benestanti si asserragliano dentro un castello per sfuggirle. Dopo le risate suscitate da un menestrello che si fa beffe della peste, durante un ballo in maschera si presenta un misterioso cavaliere coperto da un mantello; altri non è che la temuta peste, la morte.

## Produzione
Comprodotto tra Italia e Jugoslavia, il cartone presenta un'animazione statica, ma con particolari molto accurati. I personaggi sono stilizzati e i colori sempre rappresentati nella penombra. Esente da dialoghi, la cupa colonna sonora rende l'atmosfera cupa e claustrofobica, che aumenta la drammaticità del lento avanzare della peste nel castello.